# Geranium viscosissimum
Espèce
Classification phylogénétique
Geranium viscosissimum ou Géranium visqueux est une plante de la famille des Géraniacées. Cette espèce, native de l’Ouest des États-Unis, est connue sous le nom Sticky purple geranium en anglais.

## Description
C'est une plante herbacée pérenne qui peut faire jusqu’à 0.8 mètre de haut à feuilles lobées, très découpées. Les fleurs sont constituées de cinq sépales et de cinq pétales de couleur rose veinés de rouge et de dix étamines. Cette plante se trouve généralement au dessus de 1000 m d’altitude.